# Alfons XII
Alfons XII (ur. 28 listopada 1857 w Madrycie, zm. 25 listopada 1885 w El Pardo) – król Hiszpanii w latach 1874–1885 z dynastii Burbonów, zwany El Pacificador ("Rozjemca").

## Dzieciństwo i młodość

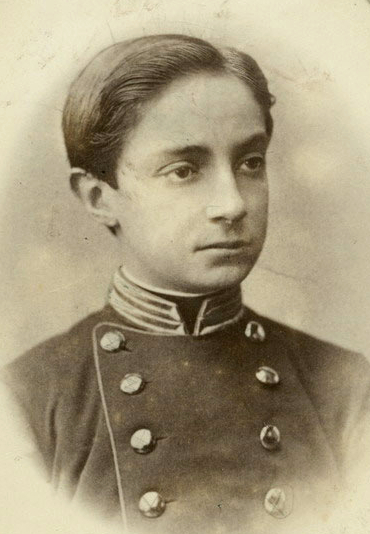
Alfons XII wieku 13 lat

Urodził się 28 listopada 1857 w Madrycie jako czwarte dziecko królowej Izabeli II Hiszpańskiej i Franciszka de Asís, hrabiego Kadyksu. Był potomkiem królów Karola III, Karola IV i Ferdynanda VII. Dzieciństwo spędził na dworze u boku rodziców. Nie otrzymał dobrego wychowania ani nie został dobrze przygotowany do objęcia tronu. Jego edukacja ograniczała się właściwie do nauki szermierki i religii. W wieku jedenastu lat, po wybuchu rewolucji w 1868 udał się wraz z matką na wygnanie. Mieszkał w Paryżu, a następnie Londynie. Uczęszczał do Kolegium Stanisława w Paryżu. Potem pobierał lekcje u prywatnych korepetytorów w Genewie. Studiował w Terezjańskiej Akademii Wojskowej w Wiedniu. Podczas pobytu w Anglii wstąpił jako elew do Royal Military Academy w Sandhurst.

## U władzy
W grudniu 1874 brygadier Arsenio Martínez Campos przeprowadził zamach stanu. Na czele kilku pułków dołączył do armii centralnej stacjonującej w Sagunto i zajął Walencję. Wkrótce potem ogłosił koniec Pierwszej Republiki Hiszpańskiej i zaproponował, aby koronę oddać Burbonom. 29 grudnia 1874 Kortezy ofiarowały koronę księciu Alfonsowi. W ciągu kilku dni książę przybył do Madrytu, odwiedziwszy najpierw Barcelonę i Walencję. W ten sposób został królem jako „Alfonso XII”, mimo że żaden monarcha zjednoczonej Hiszpanii nie nosił imienia „Alfonso XI” (monarchia hiszpańska była jednak uważana za kontynuację starej, już nieistniejącej monarchii Kastylii i Leónu, którą władało jedenastu królów o imieniu Alfons).

## Panowanie
Wraz z objęciem przez niego tronu rozpoczął się nowy okres w historii Hiszpanii, nazwany okresem Restauracji. Król poparł projekt konstytucji zakładający, że system polityczny w okresie hiszpańskiej Restauracji opierać się będzie na istnieniu dwóch partii politycznych, które naprzemiennie będą sprawować po sobie władzę. Każda z partii stawiała sobie za cel obronę monarchii i konstytucji oraz idei scentralizowanego państwa. Alfons XII odziedziczył trudne problemy w polityce zagranicznej. Do rozwiązania pozostawała sprawa Maroka. Nastąpił wzrost napięć w stosunkach z Francją. Król uchodził za germanofila. Podczas wizyty w Niemczech występował u boku cesarza Wilhelma I. Obserwował wielkie manewry wojskowe. Obiecał cesarzowi pomoc Hiszpanii na wypadek konfliktu między Francją a Niemcami.

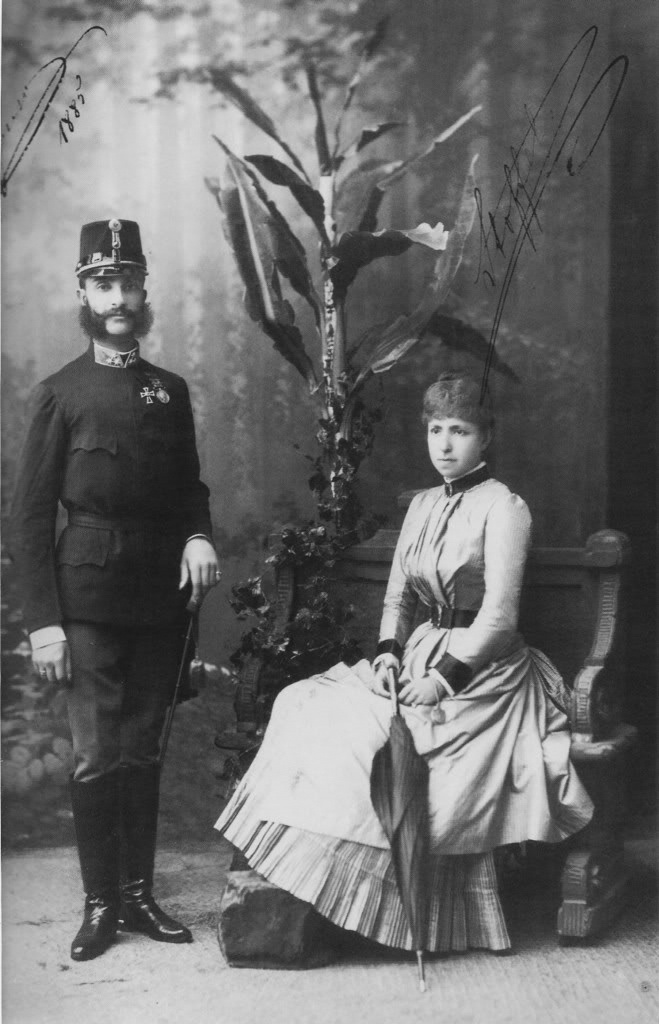
Alfons XII z drugą żoną

## Małżeństwo i potomstwo
25 stycznia 1878 poślubił księżniczkę Maríę de las Mercedes, córkę Antoniego Orleańskiego, księcia Montpensier i swojej ciotki – Ludwiki Ferdynandy Hiszpańskiej. Mercedes zmarła jednak sześć miesięcy po ślubie.
29 listopada 1879 poślubił arcyksiężniczkę Marię Krystynę Habsburżankę, córkę arcyksięcia Karola Ferdynanda i arcyksiężnej Elżbiety Franciszki. Miał z nią troje dzieci:
- Maríę de las Mercedes, księżnę Asturii, (ur. 11 września 1880, zm. 17 września 1904), tytularną następczynię tronu Hiszpanii, od czasu śmierci jej ojca aż do urodzin jej brata pogrobowca. W 1901 poślubiła księcia Karola Tankreda (syna Alfonsa, hrabiego Caserty)
- Maríę Teresę (ur. 12 października 1882, zm. 23 września 1912), która w 1906 poślubiła księcia bawarskiego Ferdynanda (syna jej ciotki Marii de la Paz)
- Alfonsa XIII (ur. 17 maja 1886, zm. 28 lutego 1941), który był królem Hiszpanii od momentu urodzenia i nigdy nie otrzymał żadnych innych tytułów, takich jak infant lub książę Asturii

## Choroba i śmierć
Król bardzo lubił polować. W lipcu 1884 podczas polowania na kozice w Asturii po raz pierwszy wymiotował krwią. Zdiagnozowano gruźlicę. Choroba rozwinęła się. Alfons XII zmarł 25 listopada 1885 w pałacu Pardo. Miał 28 lat.

## Wywód przodków
Alfons XII był owocem małżeństwa rodzeństwa ciotecznego, a wszyscy jego dziadkowie byli bliskimi kuzynami:
| 4. Francisco de Paula de Borbón książę Kadyksu |  |                                |  |  |               |
|                                                |  | 2. Francisco de Asís de Borbón |  |  |               |
| 5. Ludwika Charlotta Burbon-Sycylijska         |  |                                |  |  |               |
|                                                |  |                                |  |  | 1. Alfons XII |
| 6. Ferdynand VII Hiszpański                    |  |                                |  |  |               |
|                                                |  | 3. Izabela II Hiszpańska       |  |  |               |
| 7. Maria Krystyna Sycylijska                   |  |                                |  |  |               |
|                                                |  |                                |  |  |               |